# 南順食品工業
南順食品工業有限公司，除牌當時為0728.HK，於1991年分拆在香港交易所上市，但於2002年被私有化。業務生產清潔用品等。
原因由於上市時曾是最高於招股價，直至長期交投疏落，於是被南順集團私有化。

## 外部連結
- 南順香港集團（页面存档备份，存于）